# Stéphane Libert
Pour les articles homonymes, voir Libert.
Stéphane Libert, né en 1959, est un judoka français.
Il est sacré champion de France des moins de 78 kg en 1991.
Il est marié à la judokate Estha Essombe.